# Röyksopp
Röyksopp（挪威語發音：[ˈrœ̂ʏksɔp]）是一个来自挪威特罗姆瑟的电子音乐乐团，由托尔比约恩·布伦特兰（Torbjørn Brundtland）和斯韦恩·贝格（Svein Berge）两名成员组成。

## 作品
- 《Melody A.M.》 (2001)
- 《The Understanding》 (2005)
- 《Junior》 (2009)
- 《Senior》 (2010)
- 《The Inevitable End》 (2014)
- 《Profound Mysteries》 (2022)
- 《Profound Mysteries II》 (2022)
- 《Profound Mysteries III》 (2022)

### 现场专辑
- 《Röyksopp's Night Out》 (2006)

### 其他专辑
- 《Back to Mine》 (2007) #13 UK  #24 NOR

## 外部連結
- Röyksopp 的官方网站（页面存档备份，存于）